# 行田稔彦
行田 稔彦（こうだ としひこ、1947年 - ）は、日本の教育者、評論家。
新潟県生まれ。新潟大学教育学部卒業。
和光小学校・和光鶴川小学校元校長。
日本生活教育連盟委員長。

## 著書
- 『算数教室ふんせん記 子どものやる気を育てる自主教材による算数の授業』民衆社　1984
- 『思春期への迷い旅立ち 和光小学校での実践』星林社　1985
- 『算数まんがキャラクタープリント 1時間に1枚、授業が変わる140枚. 小学2年』民衆社　1988　実践資料12カ月
- 『なるほど算数』大月書店　1988　国民文庫 現代の教養
- 『学級づくりのポイント40週 小学校5年』民衆社　1991　実践資料12か月
- 『学級づくりのポイント40週 小学校2年』民衆社　1991　実践資料12か月
- 『なるほど算数』大月書店　2000　新版子どもとあゆむ家庭学習
- 『学力を育てる どの子もできたい、わかりたい』旬報社　2002
- 『学校・子どものなる木』澤田出版 2004

## 共編著
- 『和光小学校の生活べんきょう』丸木政臣共編著　民衆社　1990
- 『和光小学校の総合学習「沖縄」 私たちの沖縄体験』丸木政臣共編著　民衆社　1990
- 『和光小学校の総合学習の授業 つくる・育てる・調べ、考える子どもたち』丸木政臣共編著 民衆社　1990
- 『ハイサイ沖縄! 私たちのメッセージ』和光小学校共編　星林社　1996
- 『学校ってすてたもんじゃない 和光鶴川小の学校づくり』編著　大月書店　1997
- 『おどろき・はっけん生活べんきょう 1・2年 和光鶴川小学校の計画と実践』下鳥孝共編著　旬報社　1999
- 『自分づくりの総合学習 5・6年 和光鶴川小学校の計画と実践』成田寛共編著　旬報社　1999
- 『はじめての総合学習 3・4年 和光鶴川小学校の計画と実践』園田洋一共編著　旬報社　1999
- 『和光小学校の総合学習 たべる・生きる・性を学ぶ』古川武雄共編著　民衆社　2000
- 『和光小学校の総合学習 いのち・平和・障害を考える』平野正美共編著　民衆社　2000
- 『和光小学校の総合学習 はっけん・たんけん・やってみる』鎌倉博共編著　民衆社　2000
- 『あしたも学校あるといいな 和光鶴川小学校の10年』編著　大月書店　2002
- 『すてきな今日と出会える学校 小さな私立小学校の大きな挑戦 和光学園70周年の年に』編著　澤田出版 2003
- 『あっ!こんな教育もあるんだ 学びの道を拓く総合学習』中野光,田村真広共編著　新評論　2006
- 『いのち輝く つながりが生んだ本物の学び』小川修一,田村真広共編著　ルック　2008
- 『生と死・いのちの証言沖縄戦』編著　新日本出版社　2008
- 『育てたいね、こんな学力 和光学園の一貫教育』大瀧三雄,両角憲二共著　大月書店　2009